# Noordpeene
Noordpeene település Franciaországban, Nord megyében. Lakosainak száma 812 fő (2022. január 1.). Noordpeene Ochtezeele, Zuytpeene, Clairmarais, Buysscheure, Nieurlet és Rubrouck községekkel határos.

## Népesség
A település népességének változása:
| Lakosok száma | 790  | 789  | 800  | 788  | 787  | 788  | 787  | 800  | 812  |
|               | 2013 | 2015 | 2016 | 2017 | 2018 | 2019 | 2020 | 2021 | 2022 |